# فالبرينتا
فالبرينتا (بالإيطالية: Valbrenta)‏ هي بلدية في مقاطعة فشنزة في منطقة فنيتة، شمال إيطاليا.